# Netemnanu Utara
Netemnanu Utara is een bestuurslaag in het regentschap Kupang van de provincie Oost-Nusa Tenggara, Indonesië. Netemnanu Utara telt 1828 inwoners (volkstelling 2010).